# Sanders Commings
Sanders Commings (Augusta, 8 marzo 1990) è un giocatore di football americano statunitense che gioca nel ruolo di defensive back per i Kansas City Chiefs della National Football League (NFL). Fu scelto nel corso del quinto giro (134º assoluto) del Draft NFL 2013 dai Chiefs. Al college ha giocato a football all’Università della Georgia.

## Carriera professionistica

### Kansas City Chiefs
Commings fu scelto nel corso del quinto giro del Draft 2013 dai Kansas City Chiefs. Debuttò come professionista nella settimana 11 contro i Denver Broncos mettendo a segno un tackle. La sua stagione da rookie si concluse con 2 presenze. Nel training camp del 2014 si ruppe una caviglia, venendo costretto a perdere tutta la sua seconda annata.

## Statistiche
| Partite totali      | 2 |
| Partite da titolare | 0 |
| Tackle              | 1 |
| Sack                | 0 |
| Intercetti          | 0 |

Statistiche aggiornate alla stagione 2014